# Ganggrab von Tyfta
Das kleine, etwa 0,3 m eingetiefte Ganggrab von Tyfta (schwedisch Gånggrift vid Tyfta) liegt im Kirchspiel Svenneby im Bottnatal in Bohuslän in Schweden unweit des Dolmen von Vrångstad. Das Ganggrab ist eine Bauform jungsteinzeitlicher Megalithanlagen, die aus einer Kammer und einem baulich abgesetzten, lateralen Gang besteht. Diese Form ist primär in Dänemark, Deutschland und Skandinavien, sowie vereinzelt in Frankreich und den Niederlanden zu finden. Die Megalithanlage der Trichterbecherkultur (TBK) entstand zwischen 3500 und 2800 v. Chr.

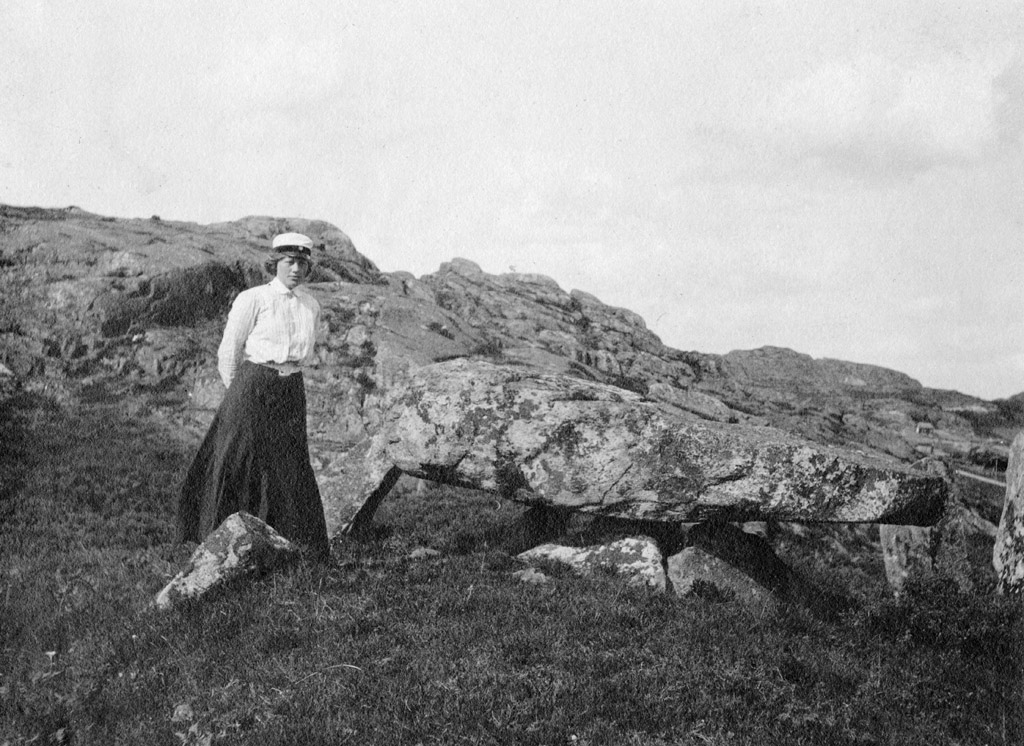
Ganggrab von Tyfta

Die Kammerwände bestehen aus neun schmalen, hohen Tragsteinen (einer fehlt), zwischen denen ein sorgfältig verlegtes relativ breites Zwischenmauerwerk eingefügt ist. Die ovale Kammer des Ganggrabes misst etwa 2,4 × 1,8 m und ist 1,5 m hoch. Der etwa 0,6 m dicke Deckstein misst etwa 2,7 × 2,7 m. Der im Südosten ansetzende Gang ist etwa 4,5 m lang, 0,9 m breit und ebenso hoch und besteht aus 12 großteils erhaltenen Tragsteinen. Zwischen Gang und Kammer befinden sich zwei Rollsteine, die eine Schwelle bilden. Am äußeren Gangende befindet sich eine zweite aus zwei Steinen gebildete niedrigere Schwelle. Der Gang wird von drei Decksteinen bedeckt. Der Rundhügel von etwa 15 × 12,8 m ist etwa 1,2 m hoch.
Eine ähnliche Megalithanlage ist das Ganggrab von Skår auf der Insel Tjörn.